# Episodi di Doraemon (serie animata 1979) (ventisettesima stagione)
Questa è la lista degli episodi della ventisettesima stagione dell'anime 1979 di Doraemon.

## Episodi
| Nº Ja | Nº It | Titolo italiano Giapponese 「Kanji」 - Rōmaji                                                           | In onda          | In onda         |
| Nº Ja | Nº It | Titolo italiano Giapponese 「Kanji」 - Rōmaji                                                           | Giapponese       | Italiano        |
| 1701  | 992   | Il ripetitore di realtà 「先生サイアクの一日！」 - Sensei sai aku no ichi nichi!                        | 7 gennaio 2005   | 30 gennaio 2013 |
| 1702  | 985   | Il tesoro sommerso 「のび太の埋蔵金」 - Nobita no maizou kin                                            | 14 gennaio 2005  | 3 dicembre 2012 |
| 1703  | 986   | Lo stilo lettere perfette 「できすぎラブレター」 - Dekisugi raburetā                                    | 21 gennaio 2005  | 3 dicembre 2012 |
| 1704  | 987   | L'anniversario di matrimonio 「13年目のプロポーズ」 - 13 nen me no puropōzu                             | 28 gennaio 2005  | 4 dicembre 2012 |
| 1705  | 988   | Il raggio prezioso 「ゴージャスライト」 - Gōjasu raito                                                  | 4 febbraio 2005  | 4 dicembre 2012 |
| 1706  | 989   | Il dispositivo manovra tutto 「のび太ロケット銀河へ！」 - Nobita roketto ginga he!                      | 18 febbraio 2005 | 5 dicembre 2012 |
| 1707  | 990   | Il cuore dell'amicizia con telecomando 「ドラえもんは スネ夫のモノ!?」 - Doraemon ka Suneotto no mono!? | 25 febbraio 2005 | 5 dicembre 2012 |
| 1708  | -     | 「魔法使いしずかちゃん」 - Mahōtsukai Shizuka-chan – "La maga Shizuka"                                  | 4 marzo 2005     | inedito         |
| 1709  | -     | 「４５年後・・・」 - Yon go nen go… – "Una persona di 45 anni dopo"                                     | 11 marzo 2005    | inedito         |

## Speciali
| Nº Ja | Nº It | Giapponese 「Kanji」 - Rōmaji - Traduzione letterale                             | In onda       | In onda  |
| Nº Ja | Nº It | Giapponese 「Kanji」 - Rōmaji - Traduzione letterale                             | Giapponese    | Italiano |
| S107  | -     | 「ドラえもんに休日を?!」 - Doraemon ni kyūjitsu o?! – "Una vacanza per Doraemon" | 18 marzo 2005 | inedito  |